# Třída Admiral Petre Bărbuneanu
Třída Admiral Petre Bărbuneanu (v kódu NATO třída Tetal I) je třída korvet Rumunského námořnictva. Jako korvety je kategorizuje přímo rumunské námořnictvo, řada pramenů je řadí mezi lehké fregaty. Třída byla kompletně navržena a postavena v Rumunsku. Dvě ze čtyř postavených lodí jsou stále v aktivní službě.

## Stavba
Stavba této třídy byla zahájena roku 1982 v rumunských loděnicích Mangalia (nyní Daewoo-Mangalia Heavy Industries). Celkem byly postaveny čtyři jednotky a poté výroba přešla na vylepšenou třídu Contra-Amiral Eustaţiu Sebastian (v kódu NATO třída Tetal II).
Jednotky třídy Admiral Petre Bărbuneanu:
| Jméno                            | Spuštěna | Vstup do služby | Status   |
| -------------------------------- | -------- | --------------- | -------- |
| Amiral Petre Bărbuneanu (260)    | 1981     | 4. února 1983   | aktivní  |
| Vice-Amiral Vasile Scodrea (261) | 1982     | 3. ledna 1984   | vyřazena |
| Vice-Amiral Vasile Urseanu (262) | 1983     | 3. ledna 1985   | vyřazena |
| Vice-Amiral Eugeniu Roșca (263)  | 1985     | 23. dubna 1987  | aktivní  |

## Konstrukce
Plavidla nesou navigační radar Najada, vyhledávací radary MR-302, Fut-B a MR-123, trupový sonar a systém elektronického boje Watch Dog. Jsou vybavena dvěma vrhači klamných cílů RK-16. Hlavňovou výzbroj tvoří dva 76mm dvojkanóny AK-726 umístěné v jedné v dělové věži na přídi a druhé na zádi. K bodové obraně slouží dva dvouhlavňové 30mm kanóny kompletu AK-230, které doplňují 14,5mm kulomety. K napadání ponorek slouží dva vrhače raketových hlubinných pum RBU-2500. Na palubě jsou též dva dvojhlavňové 533mm torpédomety.
Pohonný systém tvoří dva diesely. Lodní šrouby jsou dva. Nejvyšší rychlost dosahuje 24 uzlů.